# Kostel Narození Panny Marie (Popovice)
Kostel Narození Panny Marie je raně barokní filiální kostel v Popovicích, části města Jičín. Patří do farnosti při arciděkanství Jičín. Dne 18. února 1964 byl zapsán do státního seznamu kulturních památek České republiky. Pravidelné bohoslužby se zde nekonají. Kostel je znám pořádáním vánočních koncertů a dalších hudebních vystoupení.

## Historie
První zmínka o kostele pochází z roku 1654. Pravděpodobně se jednalo o kapli svaté Anny, která stála na místě fary postavené v roce 1784. Pro řád jezuitů byla kaple nevyhovující, proto zde mezi lety 1663 až 1670 postavili nový kostel. Dokončen a vysvěcen byl v roce 1671. Hlavní přístup ke kostelu tvořilo kamenné schodiště. Rekonstrukce a obnova schodiště proběhla v prvním pololetí roku 2014.

## Architektura
Stavba je orientovaná k jihovýchodu. Na loď obdélníkového půdorysu navazuje polygonální kněžiště s přistavěnou pultově zastřešenou zákristií. Kostel nemá věž. Střecha je sedlová. Nad kněžištěm v lucerně sanktusníku visí jediný zvon. Fasáda lodi, kněžiště a zákristie je členěna barevnými lizénami, které tvoří čtyři pole. V kněžišti jsou čtyři obdélníková okna. Na bočních průčelích lodi jsou z obou stran tři zaklenutá okna. Okno do zákristie a zadní vchod do kostela zdobí jednoduché kamenné ostění. Průčelí dělí čtyři pilastry, které nesou kamennou kordónovou římsu. Mezi pilastry byly původně sochy svatých, umístěné v nikách. Kamenný portál průčelí doplňuje opět bohatě profilovaná římsa s dvojicí valut a jednoduchou kartuší s monogramy IHS a MARIA. Kartuši zdobí hlavička anděla. Barokní dřevěné dveřní křídlo je rozděleno do kříže s obloukovou profilací.

## Interiér
Rokokový hlavní oltář pochází asi z poloviny osmnáctého století. Z počátku patnáctého století je zde v zasklené skříňce umístěna gotická dřevěná Pieta. Dva boční oltáře pocházejí ze zrušeného Valdického kláštera ze sedmdesátých let sedmnáctého století. Stěny kněžiště zdobí šest obrazů křížové cesty ze stejného kláštera. V kostelní lodi jsou dřevěné sochy svatého Jana Nepomuckého, svaté Barbory s Andělem strážcem a barokní obrazy ze sedmnáctého a osmnáctého století. Z první poloviny osmnáctého století pochází cínová křtitelnice a ze šestnáctého století jsou dva náhrobníky. V roce 1770 byly do kostela přivezeny varhany z jičínského kostela svatého Ignáce. Rozšířeny byly v roce 1848 a rekonstruovány v roce 1979.